# Рахія Койчубаєва
Рахія Койчуба́єва (до шлюбу Оспанова; нар. 15 жовтня 1916 — пом. 26 лютого 1963, Алмати) — казахська радянська акторка театру і кіно, співачка.

## Біографія
Народилася 15 жовтня 1916 року на території нинішнього Каркаралінського району Карагандинської області Казахстану. Сценічну діяльність розпочала 1932 року в Карагандинському театрі робітничої молоді; з 1938 року — в трупі Казазського драматичного театру а Алмати. З 1940 року знімалася в кіно.
Померла в Алмати 26 лютого 1963 року. Похована в Алмати на Центальному кладовищі.

## Творчість
театральні ролі
- стара нянька («Азрет султан» Аскара Токмагамбетова);
- Макпал, Дамела («Кози-Корпеш і Баян-Слу», «Ахан-сере і Актокти» Габіта Мусрепова);
- Зере («Абай» за Мухтаром Ауезовим);
- Улсуйген («Квіти, степ!» Абдільди Тажибаєва);
- Менслу («Алдар-Косе» Шахмета Хусаїнова);
- Фрозіна, Зебінетта («Скупий», «Витівки Скапена» Мольєра);
- Ганна Андріївна («Ревізор» Миколи Гоголя);
- Домна Пантеліївна, Мавра Тарасівна («Таланти і шанувальники», «Правда добре, а щастя краще» Олександра Островського).

ролі у кіно
- мати Райхан («Райхан», 1940);
- Зейнеп («Пісні Абая», 1945);
- Жамал («Золотий ріг», 1948);
- Кунекей («Поема про любов», 1954);
- секретарка («Дівчина-джигіт», 1955);
- Хафіза Бейсенова («Неспокійна весна», 1956);
- старша лейтенантка («Наш любий лікар», 1957);
- Шайшекер («Якби кожен з нас», 1961);
- Хадіша Ахметівна («Хлопчик мій!», 1962);
- прохачка («Перехрестя», 1962).

## Відзнаки
- Народна артистка Казахської РСР з 1947 року;
- Сталінська премія (1952; за роль Зере у виставі «Абай»);
- Орден Трудового Червоного Прапора.